# Hyperdiplosis emarginata
Hyperdiplosis emarginata är en tvåvingeart som beskrevs av Dali Chandra 1993. Hyperdiplosis emarginata ingår i släktet Hyperdiplosis och familjen gallmyggor. Inga underarter finns listade i Catalogue of Life.